# Ordination épiscopale de rite romain

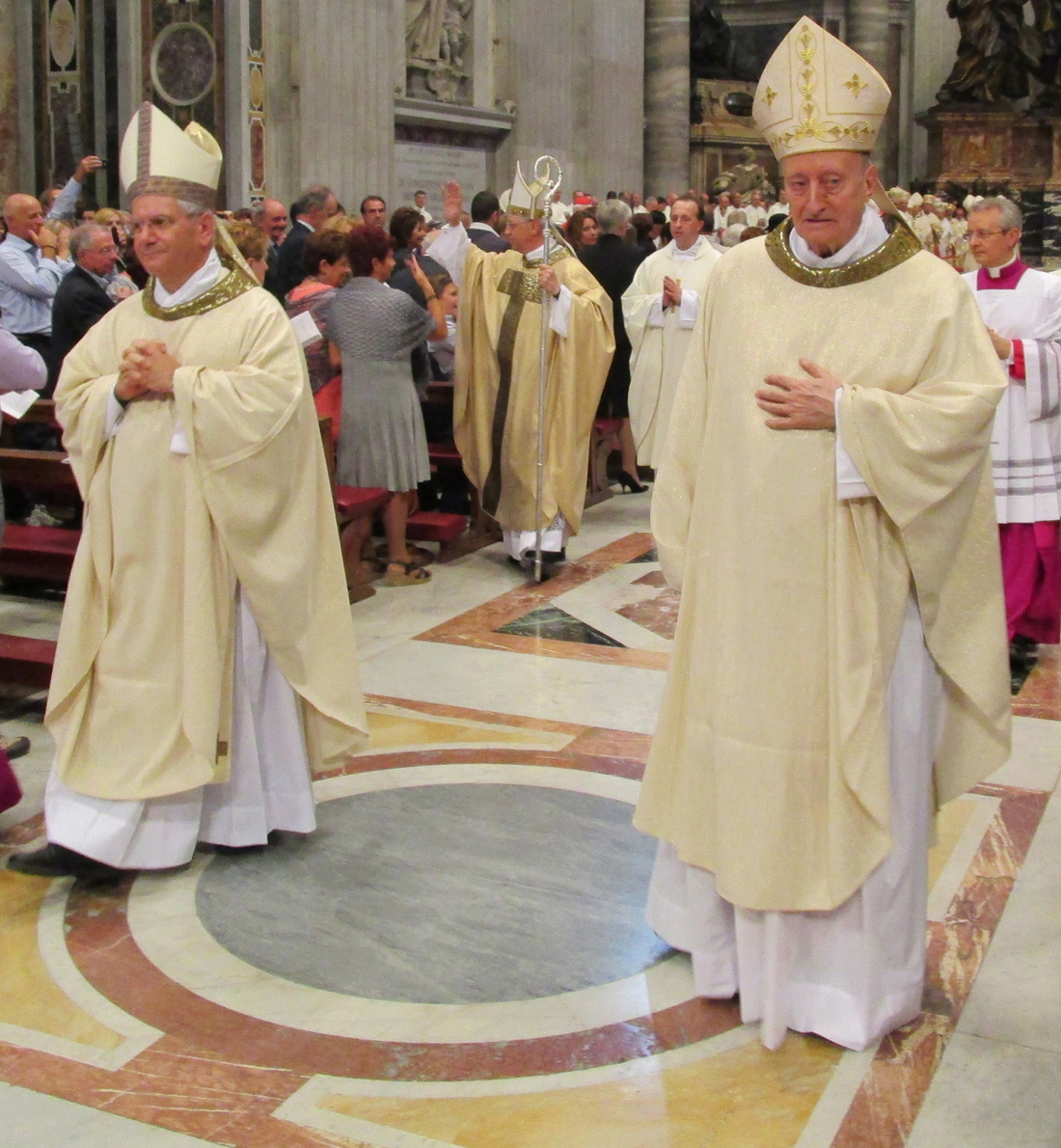
Maurizio Malvestiti bénit l'assemblée au chant du Te Deum, lors de l'ordination épiscopale à la basilique Saint-Pierre au Vatican; devant lui les évêques coconsécrateurs et Giuseppe Merisi.

L'ordination épiscopale de rite romain, autrefois appelée consécration épiscopale, est l'ordination d'un évêque de l'Église catholique pendant une cérémonie solennelle au cours d'une messe « pontificale ».
L'ordination selon le rite romain est définie par le cérémonial des évêques de 1984, après la réforme liturgique du concile Vatican II. Au 1er millénaire, cette cérémonie, moins codifiée, ne suivait pas de cérémonial unique.

## Validité
Du point de vue de la validité, la présence d'un seul évêque consécrateur suffit, mais le Code de droit canonique de 1983 (can. 1014) exige la présence de trois évêques consécrateurs,,.
En vertu du Code de droit canonique de 1983 (can. 378), le candidat à l'épiscopat doit être prêtre depuis au moins cinq ans et avoir atteint l'âge de trente-cinq ans.
L'ordination épiscopale est toujours effectuée directement par le pape ou avec son autorisation explicite, et pour être valide doit être effectuée par un évêque. Le prélat consécrateur qui ordonne (consacre) un évêque sans mandat pontifical encourt l'excommunication latae sententiae prévue par le Code de droit canonique (can. 1382). Pour s'assurer de l'accord papal, la bulle de nomination est lue. 
En l'absence de mandat pontifical, une ordination épiscopale est illicite mais elle peut cependant être valide : elle est alors dite valida sed illicita.
Ce cas de figure, de consécration sans accord papal, s'est présenté en 1988 avec Marcel Lefebvre qui ordonna sans l'accord du pape quatre évêques (ainsi que plusieurs prêtres), entrainant des excommunications automatiques qui seront levées en 2009 par Benoît XVI.

## Rituel
La cérémonie rituelle se déroule de la manière suivante : une fois la proclamation de l'Évangile terminée, la présentation de l'ordinand à l'épiscopat commence par la lecture du mandat apostolique et le chant du Veni Creator Spiritus. Après neuf questions qui lui sont posées lui rappelant les devoirs d'un successeur de Pierre, ce dernier se prosterne à terre en invoquant la protection des saints par le chant des litanies.
Un par un, en silence, les deux évêques coconsécrateurs posent la main sur sa tête.
Après le rite de l'imposition des mains, deux diacres ouvrent un évangéliaire au dessus de la tête de l'ordinand, tandis que l'évêque consécrateur qui préside prononce la prière d'ordination.
Cet évêque consécrateur procède ensuite à l'onction avec le Saint chrême sur la tête de l'élu, lui remet le bâton pastoral et l'anneau épiscopal et lui impose la mitre,.
Une fois que ces rites sont terminés, si le nouvel évêque prend possession au cours de la cérémonie du diocèse où l'ordination est célébrée, il s'assoit à la cathèdre et préside la fin de la messe. Sinon, il s'assied à côté de l'évêque consécrateur (après s'être assis également sur la cathèdre). Après la communion, précédé des deux coconsécrateurs, l'ordonné descend dans l'assemblée pour la bénir.